# Ернст фон Лайнинген
Ернст Леополд Виктор Карл Август Йозеф Емих фон Лайнинген (на немски: Ernst Leopold Victor Carl August Joseph Emich zu Leiningen; * 9 ноември 1830, Аморбах; † 5 април 1904, Аморбах) от линията Лайнинген-Дагсбург-Хартенбург, е 4. княз на Лайнинген (1856 – 1904). В марината на Великобритания и Ирландия той става адмирал.

## Биография
Той е първият син на княз Карл фон Лайнинген (1804 – 1856) и съпругата му графиня Мария фон Клебелсберг (1806 – 1880), дъщеря на граф Максимилиан фон Клебелсберг (1752 – 1811) и съпругата му Мария Анна фон Турба (1763 – 1833). По-малкият му брат е Едуард Фридрих Максимилиан Йохан, принц фон Лайнинген (1833 – 1914). Внук е на княз Емих Карл фон Лайнинген (1763 – 1814) и втората му съпруга принцеса Виктория фон Сакс-Кобург-Заалфелд (1786 – 1861), която е омъжена втори път за Едуард Огъстъс, херцог на Кент, принц на Великобритания и Ирландия (1767 – 1820), син на крал Джордж III, и е майка на кралица Виктория от Обединеното кралство Великобритания и Ирландия (1819 – 1901).
Като племенник на кралица Виктория Ернс прекарва детството си в английския двор. По-късно е възпитаван в Женева и през 1849 г. влиза като кадет в марината на Великобритания. През 1852 г. участва във Втората Англо-Бирманска война (1852 – 1853), а през 1854 г. в Кримската война (1853 – 1856). От 1881 г. е вицеадмирал и от 1887 г. адмирал. През 1895 г. Ернс напуска британската марина.
Ернст фон Лайнинген говори седем европейски езика и множество ориенталски.. През 1863 г. той отказва предложената му кралска корона на Гърция.
Умира на 5 април 1904 г. на 73 години.

## Фамилия
Ернст се жени на 11 септември 1858 г. в Карлсруе за принцеса Мария Амалия фон Баден (* 20 януари 1834, Карлсруе; † 21 ноември 1899, Валдлайнинген), дъщеря на велик херцог Леополд I фон Баден и принцеса София Шведска, дъщеря на крал Густав IV Адолф от Швеция. Те имат две деца:
- Алберта Виктория (1863 – 1901)
- Емих Едуард Карл (1866 – 1939), 5. княз на Лайнинген, женен в Лангенбург на 12 юли 1894 г. за принцеса Феодора фон Хоенлое-Лангенбург (1866 – 1932), дъщеря на княз Херман фон Хоенлое-Лангенбург (1832 – 1913) и принцеса Леополдина фон Баден (1837 – 1903)